# 北マリアナ諸島の旗
北マリアナ諸島の旗（きたマリアナしょとうのはた）は、1976年7月4日に制定された。
他の太平洋諸国の国旗（例えばマーシャル諸島の国旗、ナウルの国旗）同様、北マリアナ諸島の旗も青地に白い星を配している。北マリアナの場合、青地は大洋を意味するというより、以前に国際連合の信託統治領であったことから国際連合の旗をモデルとしている。
白い星の後ろにある灰色の柱は、マリアナ諸島各地でよく見られるラッテ・ストーンと呼ばれる石柱で、かつてチャモロ人の祖先が大きな建築物の基礎に使っていたとされるものである。
1981年までは白い星とラッテ・ストーンのみが描かれていたが、1981年にはラッテ・ストーンを囲むようにマーマー（Mwar Mwar、チャモロの伝統的な花輪・花冠）が描き加えられた。これは諸島の神聖な歴史と習慣を表す。マリアナ諸島に点在する小さな島々は独自の旗を持たず、この旗が唯一この地域を代表する旗になっている。

## ギャラリー

? 1981年から1989年に使用された旗
? 1972年から非公式に使用された旗、1976年から1981年までの北マリアナ諸島の旗
?縦横比2:3の別タイプ